# Södermanlands runinskrifter Fv1948;298
Runinskrift Sö Fv1948;298 är en runsten i Ådala och Ösmo socken på Södertörn. Den står utmed Gamla Nynäsvägens östra kant och cirka en kilometer norr om Hammersta. Nedanför i öster intränger Landfjärden mot Sotholmens forna tingsplats och ovanför på västra åsbranten ringlade den gamla häradsvägen från Sorunda och Ösmo mot samma mål.

## Stenen
Runstenen hittades år 1939 i samband med en röjning för en tomt. Inga runor syntes eftersom den låg på mage, först när den sprängdes sönder upptäcktes runristningen, varmed stenen under Runverkets åtgärder 1943 lagades och flyttades upp till landsvägen. Stenen som består av en blandning av grå gnejs och granit har en märklig form med en uppskjutande skorstenslik del i dess vänstra hörn, möjligen efter en skada. Den är 195 centimeter hög och 152 centimeter bred. Ornamnetiken består av en runristad ormslinga som är kopplad med ett hjärtformat lås i basen.

## Inskriften
Nusvenska: "Bjarne och Ger läto resa stenen efter Näsbjörn(?) sin fader... Gudfinns broder".

## Källa
- Sörmländska runstensfynd, särtryck ur Fornvännen 1948, Sven B. F. Jansson